# Glucozamină
Glucozamina, denumită și citosamină (C6H13NO5), este un aminozahar și un precursor în sinteza biochimică a proteinelor și lipidelor glicozilate. Glucozamina face parte din structura polizaharidelor, chitosanului și chitinei. Glucozamina este una dintre cele mai abundente monozaharide. Se obține comercial prin hidroliza exoscheletelor crustaceelor sau, mai rar, prin fermentația unor cereale, cum ar fi porumbul sau grâul.
Este disponibilă sub diferite forme precum clorura de glucozamină, N-acetil-glucozamina (NAG) și sulfatul de glucozamină care este o sare a glucozaminei. Glucozamina este, de asemenea, disponibilă sub forme sintetice. Este frecvent folosită ca tratament pentru osteoartrită, deși acceptarea ei ca terapie medicală variază. De vreme ce glucozamina este un precursor al glicozaminoglicanilor, iar glicozaminoglicanii reprezintă o componentă majoră a cartilajului articular, suplimentele de glucozamină pot ajuta la refacerea cartilajului și la tratarea artitrei.